# Clube Atlético Juventus
El Clube Atlético Juventus és un club de futbol brasiler de la ciutat del barri de Mooca de São Paulo a l'estat de São Paulo.

## Història
El club va ser fundat el 20 d'abril de 1924 per treballadors de Cotonificio Rodolfo Crespi, per la fusió de dos clubs, Extra São Paulo i Cavalheiro Crespi, clubs tradicionals de Mooca. Els colors eren els de l'estat de São Paulo, negre, blanc i vermell. El 1925 esdevingué Cotonifício Rodolfo Crespi Futebol Clube, el 1929, el club va guanyar la segona divisió en el nou estadi del Rua Javari.
El 1930 adoptà el nom Clube Atlético Juventus, perquè Rodolfo Crespi era seguidor de la Juventus d'Itàlia, però els colors escollits van ser els del Torino Football Club, perquè el fill de Rodolfo Crespi era seguidor d'aquest club, el nova mascota es va produir després de la victòria 2-1 sobre els forts Corinthians, al Parque Sao Jorge amb aquest periodista Tomàs Mazzoni anomenat l'equip grana "Nem Bromista" (Moleque Travesso).
El 1934 l'equip de llicències professional i va canviar el seu nom a Clube Atlètico Fiorentino i va ser campió Paulista Amateur, el 1935, l'equip torna al professionalisme, tornant a la Juventus. El 1953 la Juventus va fer la primera gira a Europa, principalment a Itàlia, que es va produir en 3 partits, 2 victòries i 1 derrota.
En l'any 1977, el club el club de nou a Europa per als principals equips d'Itàlia, França, etc. El 1982, l'equip conquistant equip al cinquè lloc en el campionat Paulista. El 1983, guanyat a Taça de Plata després d'una victòria 1-0 sobre el CSA.
El 1997 l'equip va guanyar el vice Campionat Brasiler de la Sèrie C, quan porta 12 partits sense perdre l'eliminació dels equips de Sao Paulo, però al final va perdre davant Sampaio Corrêa, campió invicte en el campionat.
L'any 2005 després d'una bona campanya, el nen bromista coronat campió a la sèrie A-2 després de guanyar el Noroeste de Bauru per 2-1. Guanya la Copa FPF el 2007 contra Linense a l'estadi Rua Javari, assegurant lloc a la Copa Brasil.
El 2016,la sèrie A-2 l'equip guanya la Portuguesa per 1-0 en Canindé després de 50 anys, més de 2.000 juventins van fer el partit, silenciant a la multitud lusitana, guanyant importància en els mitjans.
Actualment disputa el Campionat Paulista Série A-2.

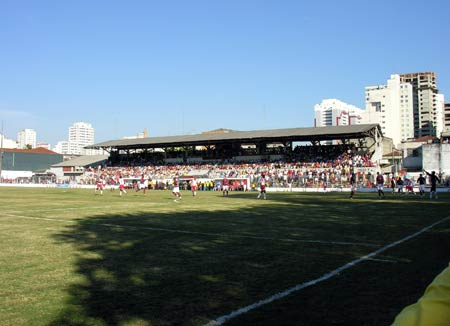
Estadi del Juventus.

## Estadi
El club juga a l'Estádio Rua Javari, inaugurat el 10 d'novembre de 1929, adquirit la família Crespi en 1967, actualment té una capacitat de 4.000 espectadors. l'audiència més gran a l'estadi es va dur a terme el 1976 en un partit contra el Santos Futebol Clube. El 1959, Pelé va fer la millor carrera objectiu en aquest estadi en un partit contra Moleque Travesso.

## Palmarès

### Competicions Professionals
- Série B:
  - 1983

- Copa FPF:
  - 2007

- Campeonato Paulista Série A2:
  -  1929, 2005

### Competicions Juvenils
- Copa São Paulo de Futebol Júnior:
  - 1984

## Entrenadors destacats
- Basílio
- Buzetto
- Clóvis Nori
- Edu Marangon
- Carbone
- László Székely
- Candinho
- Márcio Bittencourt
- Sérgio Soares

## Jugadors destacats
- Johnson Macaba
- César Luis Menotti
- Adriano Gerlin da Silva
- César
- Deola
- Elias
- Gil
- Gino Orlando
- Lima

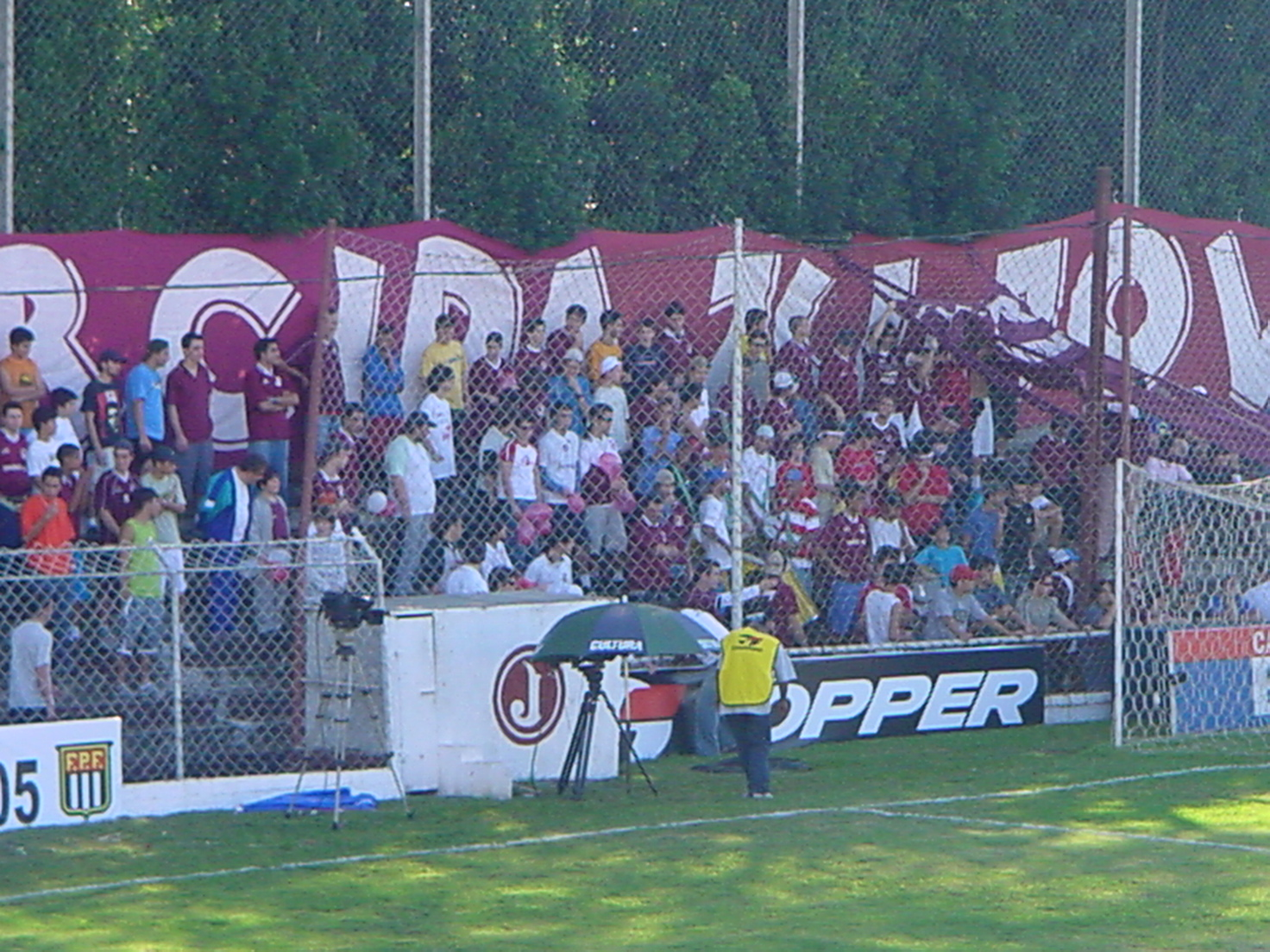
Seguidors del Juventus l'any 2005.

- Luizinho (Pequeno Polegar)
- Oberdan Cattani
- Reinaldo Xavier
- Vampeta
- Tuta
- Lima
- Lúcio Wagner
- Israel Castro Franco
- Kazuyoshi Miura
- Deco

## Jugadors revelats

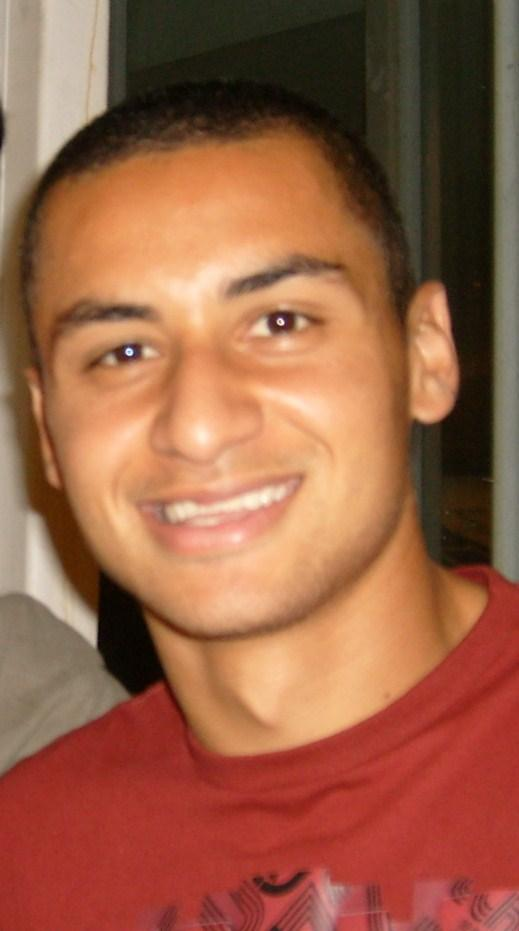
Wellington Paulista

- Ataliba
- Alex
- Alex Alves
- Fernando Diniz
- Juninho Paulista
- Juninho Botelho
- Luisão
- Lucas Moura
- Nenê Felão
- Paulinho
- Thiago Campagnaro
- Thiago Motta
- Wellington Paulista

## Rivalitat
El major rival de Juventus és el Nacional on el clàssic es diu Juvenal on el nen entremaliat s'aprofita de 35 victòries. Un altre rival és la Portuguesa, on fan el Dérbi dos Imigrantes (derbi dels immigrants), on la Juve és Italià i la Lusa és Portugal, a l'avantatge de l'equip lusità a 63 victòries.